# Wolf Melchior von Griesheim
Wolf(f) Melchior von Griesheim (* 25. Juli 1595 in Griesheim; † 21. Mai 1668 in Arnstadt) war schwarzburgischer Rat und Oberamtmann zu Arnstadt.

## Leben
Er stammte aus dem  thüringischen Uradelsgeschlecht von Griesheim. Er schlug eine Karriere am Hof der Grafen von Schwarzburg in Arnstadt ein, als deren Rat und Oberamtmann er ab 1634 wirkte. 1645 wurde er mit dem Namen „Der Bereite“ in die Fruchtbringende Gesellschaft aufgenommen.
Die beiden Domherren Günther von Griesheim in Zeitz und Anton Wolfgang von Griesheim in Naumburg (Saale) waren seine Söhne. Die anlässlich seiner Beerdigung gehaltene Leichenpredigt erschien im Druck.